# Honorio de Canterbury
Honorio (murió el 30 de septiembre del 653) fue un miembro de la misión gregoriana que convirtió a los anglosajones en el 597 y quien más tarde se convirtió en arzobispo de Canterbury. Durante su arzobispado, fue consagrado como el primer nativo obispo de Rochester ayudando con mucho esfuerzo a los misioneros de Felix durante su misión en Anglia Oriental. A su muerte en 653, era el último superviviente de la misión gregoriana.

## Juventud
Romano de nacimiento, fue uno de los elegidos por Gregorio Magno para la misión gregoriana en Gran Bretaña, aunque parece probable que fue miembro del segundo grupo de misioneros, enviados en el 601. No se sabe si su nombre le fue dado al momento de nacer o cuando fue nombrado arzobispo.

## Arzobispo
En 627, fue consagrado como arzobispo por Paulino de York en Lincoln. Poco tiempo después le escribió al Papa Honorio I preguntándole si podrían tener el derecho de convertir a otro arzobispo en caso de que el otro falleciera. El papa de acuerdo, envió un palio para Paulino, pero en esos momentos, Paulino se había visto obligado a huir a Northumbria. Cuando Paulino, tras la muerte del rey Edwin de Northumbria en octubre del 633, huyó a Northumbria, fue recibido por Honorio y recibió muy buena hospitalidad y fue nombrado obispo de Rochester. La carta del papa tiene como fecha junio del 634, e implica que las noticias de la muerte del rey Edwin no habían llegado a él. Esta evidencia puede significar que la tradicional fecha de la muerte de Edwin fue cambiada a octubre del 634. La carta del papa también pudo significar que la tradicional fecha de consagración de Honorio pudo volver a ser cambiada, y fue puesta hasta mediados del 627, cuando él dijo haber sido consagrado, y en el 634, cuando él finalmente recibió un palio, un tiempo mucho más largo del que usualmente se suponía. Puede ser que Honorio fue consagrado cerca del 634. La carta del papa a Honorio está contenida en la Historia Eclesiástica del escritor medieval Beda.
Uno de sus primeros actos y de los más importantes fue el de consagrar al burgundio San Félix como obispo de Dunwich y enviarlo en una misión destinada a convertir a los anglos del oriente. Honorio tuvo que haber consagrado a Felix como el primer Obispo de Anglia Oriental o Felix ya había sido consagrado en el continente, la fecha de este episodio es poco claro, pero es probable que haya sido en el año 631. Es posible que el rey Sigeberto de Estanglia, que se convirtió al cristianismo mientras estaba en el exilio en el continente, ya conociera a Felix después de su viejo viaje con Honorio. Junto con la ayuda de Felix, Honorio consagró al primer obispo anglosajón, San Ithamar, un sacerdote de Kent que fue el primer obispo inglés.

## Muerte y legado
Honorio murió el 30 de septiembre del 653, el último de los misioneros Gregorianos. Fue enterrado en la Abadía de San Agustín en Canterbury. Fue reverenciado como un santo, con el 30 de septiembre como su día de festejo. En el 1120 los restos de su cuerpo fueron trasladados a la Abadía de San Agustín.
| Predecesor: Justo de Canterbury | Arzobispo de Canterbury 627 – 653 | Sucesor: Adeodato de Canterbury |